# Kaja Kraska
Kaja Kraska (ur. 1985 w Ostrowcu Świętokrzyskim) – polska podróżniczka, dziennikarka, vlogerka podróżnicza, założycielka i współautorka kanału na YouTube „Globstory”.

## Życiorys
Ukończyła studia dziennikarskie w Wyższej Szkole Dziennikarska im. Melchiora Wańkowicza w Warszawie (2004–2007) oraz na Uniwersytecie Warszawskim (2007–2010). Przez 10 lat pracowała jako redaktorka ZPR Media, współtworząc jedną z pierwszych w Polsce redakcji, produkującą wideo na życzenie.
W 2014 roku utworzyła kanał „Globstory” na platformie YouTube, mieszkając w Stambule, gdzie zaczęła nagrywać swoje pierwsze materiały filmowe, popularyzujące kulturę turecką i przełamujące związane z nią stereotypy, a także ukazując realia życia cudzoziemców w Turcji. Tworzyła zwykle kilku- lub kilkunastominutowe nagrania, uzupełnione amatorskim blogiem, składające się na cykl „Halo Turcja”, który wraz z kolejnymi wyprawami przekształcił się we vlog podróżniczy. Na vlogu opowiada o różnorodności obyczajów kultur poznawanych krajów, zachęcając do poszerzenia horyzontów podróżniczych.
Kraska odbyła podróże m.in. po Azji (Chiny, Gruzja, Iran, Japonia, Kambodża, Laos, Tajlandia, Turcja), Europie (Grecja, Hiszpania, Portugalia, Ukraina) i Ameryce Północnej (Kuba, Meksyk). Od stycznia 2019 współprowadzi vloga z Mateuszem Mękarskim. Prowadzony przez nich blog „Globstory” ma 454 tys. subskrybentów na YouTube 149 tys. obserwujących na Instagramie i 52 tys. obserwujących na Facebooku (wg danych na 12 listopada 2024).
W 2021 w TVN Style prowadziła program podróżniczy „Jak siostry”. Jest ambasadorką kampanii „Medycyna na krańcach świata” w ramach której edukuje w zakresie bezpiecznego i zdrowego podróżowania, występujących zagrożeniach i zachęca do zasięgania rekomendacji ekspertów w sprawie zażywania leków.

### Życie prywatne
Mieszka w Łodzi. Jej mężem jest Mateusz Mękarski – współtwórca „Globstory”.

## Wyróżnienia
- 2018: Laureatka Nagrody Travelery magazynu National Geographic w kategorii: „Podróżnik Online”[10][17];
- 2018: Laureatka World Travel Show w kategorii „Blog Roku”[19][20];
- 2020: Dyplom honorowy przyznany w ramach 30. Festiwalu Mediów Człowiek w Zagrożeniu, za film „Genowewa”, za reportaż portretujący z czułością i humorem bohaterkę, która nie poddając się przeciwnościom losu idzie pod prąd stereotypowym oczekiwaniom swojej społeczności. Na uznanie zasługuje również autorska postawa realizatorów, którzy poza systemem, przy pomocy crowdfundingu tworzą osobiste relacje ze spotkań z ludźmi napotkanymi podczas swoich podróży po świecie[21];
- 2021: Kobieta Roku w kategorii „Odkrycia” według magazynu „Forbes Polska”[22]
- 2021: Laureatka Nagrody #HashtagRoku (jako „Globstory”) w kategorii „Youtuber Roku” przyznawanej w ramach festiwalu See Bloggers[23];
- 2023: Laureatka Grand Video Awards (wraz z Mateuszem Mękarskim) w kategorii: „Hobby, Podróże, Sport” za film: „Poślubiłam Masaja i zamieszkałam w jego wiosce”[24];
- 2024: Nominacja do Bestselerów Empiku 2023 (jako „Globstory”) w kategorii „Internetowy twórca roku”[25].

## Książki
- Mękarski M., Kraska K. (red.), Urok: historie z Tanzanii i Zanzibaru, Wydanie I, Warszawa: Altenberg, 2021, ISBN 978-83-66747-35-7.